# 瓦尔代克
瓦尔代克（發音：[ˈvaldɛk] ⓘ）是德国黑森州卡塞尔行政区瓦尔代克-弗兰肯贝格县的城市，面积115.7平方千米，2023年12月31日人口为6,780人。